# Rebel·lió de la sal
La Rebel·lió de la sal va ser una revolta o motí de subsistències que es va produir a Biscaia entre 1631 i 1634, arran d'un conflicte econòmic sobre el preu i la propietat de la sal emmagatzemada a la Senyoria de Biscaia.
L'origen de la rebel·lió fou la Reial Ordre del 3 de gener de 1631, per la qual s'elevava el preu de la sal fins a un 44%, i s'ordenava requisar tota la sal emmagatzemada, que a partir d'aquell moment només podria ser venuda per la Reial Hisenda. El motiu d'aquesta mesura, que contravenia els privilegis forals de la Senyoria i la seva exempció fiscal, va ser la necessitat de la Corona dels Habsburg de mantenir el costós exèrcit a les guerres del nord d'Europa.
Davant d'aquesta mesura, que s'unia a d'altres aprovades anteriorment (com ara l'aplicació de taxes al comerç de la llana o els draps), els camperols i els burgesos van reaccionar contra els representants de l'autoritat reial, àdhuc assassinant el procurador de l'Audiència del Corregidor l'octubre de 1632. La revolta va arribar també a impedir la reunió de les Juntes Generals de Gernika de 1633, reclamant que es revoquessin tots els impostos abusius, segons el parer dels mariners i camperols, i es tornés a l'exempció fiscal recollida pels Furs. En aquest punt, la qüestió de l'embargament i el preu de la sal havia quedat ja pràcticament oblidada.
La rebel·lió, que va durar, amb intermitències, més de tres anys, va ser definitivament reprimida la primavera de 1634, quan els seus principals capitosts van ser detinguts i executats. Per tal d'aplacar els ànims, tanmateix, el rei va optar per perdonar la resta dels rebels i suspendre l'ordre original referent al preu de la sal.